# Franz Pallauf
Franz Pallauf (* 1886; † 26. August 1931 in Komotau) war ein tschechoslowakischer Gewerkschafter und Politiker deutscher Nationalität. Er wurde zum Abgeordneten der Deutschen Sozialdemokratischen Arbeiterpartei (DSAP) in der Tschechoslowakei im Tschechoslowakischen Abgeordnetenhaus gewählt.

## Leben und Wirken
Er war Gewerkschaftsfunktionär und Sekretär der Bergarbeitergewerkschaft in Turn bei Teplitz, später in Seestadtl.
Nach den Parlamentswahlen von 1920 errang er für die Sozialdemokratische Arbeiterpartei Deutschlands in der Tschechoslowakei ein Mandat in der Nationalversammlung und sollte nach dem Tod des Abgeordneten Josef Seliger als erster Ersatzmann in das Parlament nachrücken. Er verzichtete darauf, so dass Johann Uhl Abgeordneter wurde.

## Politische Karriere
Im Jahr 1920 wurde Pallauf in das tschechoslowakische Abgeordnetenhaus für die Deutsche Sozialdemokratische Arbeiterpartei (DSAP) gewählt. Die DSAP war eine wichtige politische Kraft, die die Interessen der deutschsprachigen Arbeiterklasse in der Tschechoslowakei vertrat. Bei den Parlamentswahlen 1920 erhielt Pallauf ein Mandat und wurde als erster Ersatzkandidat nominiert, um in das Parlament einzutreten, falls ein amtierendes Mitglied, wie der verstorbene Josef Seliger, ausscheiden würde. Er verzichtete jedoch auf das Mandat, und Johann Uhl wurde stattdessen Mitglied des Parlaments.

## Einfluss und Bedeutung
Franz Pallaufs Arbeit als Gewerkschafter und Politiker war geprägt von seinem Einsatz für soziale Gerechtigkeit und die Verbesserung der Lebensbedingungen der Arbeiterklasse. Seine Weigerung, das Mandat im Parlament anzunehmen, zeigt seine politische Integrität und möglicherweise seine Überzeugung, dass andere in der Partei geeigneter für die parlamentarische Arbeit waren.

## Tod und Vermächtnis
Franz Pallauf verstarb am 26. August 1931 in Komotau. Sein Engagement für die Arbeiterbewegung und seine politische Arbeit hinterließen einen bleibenden Einfluss auf die deutsche Minderheit in der Tschechoslowakei und die sozialdemokratische Bewegung insgesamt.